# Cynoglossum yemenense
Cynoglossum yemenense är en strävbladig växtart som först beskrevs av Robert Reid Mill och A. G. Mill., och fick sitt nu gällande namn av John Richard Ironside Wood. Cynoglossum yemenense ingår i släktet hundtungor, och familjen strävbladiga växter. Inga underarter finns listade i Catalogue of Life.